# Logname
logname (от англ. Login Name) — UNIX‐утилита, выводящая имя пользователя, вызывающего команду. Данные для программы система получает из системного файла (чаще это либо `/var/run/utmp' либо `/etc/utmp'). Впервые эта команда появилась в UNIX System III.

## Использование
- logname [КЛЮЧ]

Печатает имя текущего пользователя.